# Eulophia parilamellata
Eulophia parilamellata là một loài thực vật có hoa trong họ Lan. Loài này được Butzin mô tả khoa học đầu tiên năm 1975.